# الاحتجاجات الكويتية 2011
تشير الاحتجاجات الكويتية إلى سلسلة من المظاهرات التي جرت بين عامي 2011 و2012 للمطالبة بإصلاحات حكومية في الكويت. في نوفمبر 2011، استقالت الحكومة الكويتية استجابة للاحتجاجات، مما جعل الكويت واحدة من عدة دول تأثرت بـالربيع العربي وشهدت تغييرات حكومية كبرى نتيجة الاضطرابات. بدأت الاحتجاجات من قبل البدون عديمي الجنسية.

## التاريخ والتسلسل الزمني

### احتجاجات البدون (مطلع 2011)
صباح الأحمد الجابر الصباح، أمير الكويت، منح في 18 يناير 2011 كل مواطن كويتي 1000 دينار (3580 دولاراً) إضافة إلى منحة غذائية مجانية لمدة عام، وذلك رسمياً للاحتفال بالذكرى العشرين لتحرير الكويت من قوات العراق (1968–2003) خلال حرب الخليج الثانية، فضلاً عن الذكرى الخمسين لاستقلال الدولة. غير أن هذه المنحة لم تشمل البدون عديمي الجنسية المقيمين في الكويت. وفي 19 فبراير تظاهر العشرات في مدينة الكويت ضد ما وصفوه بوضع «المواطنين من الدرجة الثانية». وقد دعا قادة المعارضة إلى مزيد من الاحتجاجات في مارس للضغط على رئيس الوزراء ناصر المحمد الأحمد الصباح على الاستقالة.
استمرت احتجاجات البدون حتى يناير 2012 على الرغم من قرار حظر التظاهر، إذ خرجوا يومي 13 و14 يناير في أحياء فقيرة قرب مدينة الكويت مطالبين بحق الحصول على الجنسية الكويتية. وقد اندلعت مواجهات في كلا اليومين، حيث اشتبكت قوات مكافحة الشغب مع المتظاهرين واعتقلت عشرات الأشخاص في 13 يناير، كما أطلقت الغاز المسيل للدموع لتفريق الحشود في اليوم التالي.
وفي 2 أكتوبر 2012 استخدمت قوات مكافحة الشغب الغاز المسيل للدموع والقنابل الدخانية لتفريق مئات من المتظاهرين البدون الذين طالبوا بالجنسية. وأفاد شهود عيان وناشطون أن ثلاثة أشخاص على الأقل، بينهم شرطي، أصيبوا بجروح طفيفة، فيما اعتقل عشرة من البدون، وذلك بعد أن فرضت قوات الأمن طوقاً على ضاحية تيماء في محافظة الجهراء التي يقطنها عشرات الآلاف من عديمي الجنسية. جاء هذا الاحتجاج بعد أسبوع واحد فقط من توجيه ثلاث منظمات دولية لحقوق الإنسان رسالة غير مسبوقة إلى الأمير صباح الأحمد الجابر الصباح تحثه فيها على إنهاء ما وصفته بالانتهاكات ضد البدون.

### الاحتجاجات السياسية (منتصف 2011–2012)
في ليلة 16 نوفمبر، اقتحم متظاهرون وعدد من أعضاء البرلمان المعارضين مجلس الأمة الكويتي، حيث احتلوه لفترة وجيزة وهم يهتفون بشعارات تطالب رئيس الوزراء ناصر المحمد الصباح بالاستقالة. وبعد دقائق، انسحبوا للتجمع في ساحة الإرادة المجاورة، بينما هاجمت قوات مكافحة الشغب عدداً من المتظاهرين بالعصي بعد أن حاولت مجموعة صغيرة التوجه إلى مقر إقامة رئيس الوزراء.
بعد فترة وجيزة، أعلنت المحكمة الدستورية في يونيو 2012 أن انتخابات فبراير 2012 لمجلس الأمة كانت "غير قانونية"، وأعادت البرلمان الموالي للحكومة. وقد تجمع آلاف الكويتيين في ساحة الإرادة يوم 26 يونيو احتجاجاً على حكم حل البرلمان المعارض. وردد المتظاهرون شعار "لن نستسلم"، بينما دعا نائب معارض بارز إلى إقامة ملكية دستورية. وفي 27 أغسطس، تجمع حوالي 3,000 شخص، معظمهم رجال يرتدون الزي الكويتي التقليدي، مقابل البرلمان في ساحة الإرادة للاحتجاج على تعديلات مقترحة في قانون الانتخابات قالوا إنها قد تضر بفرص نواب المعارضة في الانتخابات المقبلة.
شارك نحو 1,500 كويتي في تجمع مساء 10 سبتمبر احتجاجاً على احتمال تعديل قانون الانتخابات والمطالبة بمزيد من الديمقراطية. وضم الحشد نواب معارضين وناشطين سياسيين، حيث اجتمعوا خارج البرلمان في ساحة شهدت العديد من المظاهرات المناهضة للحكومة منذ أواخر العام السابق. لكن المشاركة كانت أقل من المظاهرات السابقة، فيما كان الوجود الأمني محدوداً.
في 24 سبتمبر، احتشد آلاف من أنصار المعارضة، قُدّر عددهم بنحو 10,000 شخص، في ساحة مطلة على البحر مقابل مبنى البرلمان، وذلك قبل يوم من إصدار المحكمة الدستورية حكمها بشأن مدى توافق قانون الدوائر الانتخابية مع الدستور. وقد ردد المحتجون هتافات تطالب بحكومة منتخبة وحذروا مما وصفوه بـ"تسييس القضاء". وفي اليوم التالي، قضت المحكمة بأن القانون يتماشى مع الدستور، رافضةً طعن الحكومة. وقد استقبل العشرات من نشطاء المعارضة الذين حضروا الجلسة الحكم بالترحيب وتبادلوا التهاني.
في 15 أكتوبر، اعتقلت قوات الأمن الكويتية ما لا يقل عن خمسة أشخاص، بينهم نجل أحد قادة المعارضة البارزين، خلال مظاهرة مناهضة للحكومة ضد التغييرات المحتملة في قانون الانتخابات. وأُصيب عدد من الأشخاص في اشتباكات أثناء التجمع الذي حضره نحو 3,000 شخص متحدّين طلب السلطات بإلغاء التظاهرة الليلية. وفي واحدة من أجرأ التصريحات، توجه النائب السابق مسلم البراك مباشرة إلى أمير الكويت محذراً من "الحكم الفردي". وقد احتوى خطابه على انتقاد نادر للأمير، حيث قال: "باسم الأمة، باسم الشعب، لن نسمح لك يا صاحب السمو بممارسة الحكم الفردي"، وردد الحشد مرات عدة: "لن نسمح لك، لن نسمح لك". ورأى محللون أن تصريحاته قد تثير رد فعل قوي من السلطات. وكان من بين المعتقلين نجل أحمد السعدون، أحد أبرز قادة المعارضة ورئيس البرلمان السابق، خلال الاحتجاج قرب البرلمان.
بعد انتخابات 1 ديسمبر 2012 التي فاز فيها الموالون للحكومة بسبب مقاطعة المعارضة، خرج مئات من أنصار المعارضة في مظاهرات بعدة مناطق من الكويت مساء 6 ديسمبر للمطالبة بحل مجلس الأمة الجديد. وأقامت احتجاجات ليلية في ما لا يقل عن أربع مناطق، واستخدمت الشرطة الغاز المسيل للدموع والقنابل الصوتية لتفريق المتظاهرين. وفي اليوم التالي، وقعت اشتباكات بين نشطاء والشرطة في ما لا يقل عن ثماني مناطق من الدولة الخليجية. ثم تظاهر آلاف آخرون في 8 ديسمبر مطالبين بحل البرلمان المنتخب حديثاً.

### ناصر أبول
ناصر أبول هو ناشط كويتي على الإنترنت. في 7 يوليو 2011، اعتقلته الحكومة الكويتية بتهم تتعلق بأمن الدولة، عقب سلسلة من التغريدات على تويتر دعم فيها احتجاجات البحرين 2011 ضمن أحداث الربيع العربي. وقد وجَّه الشيخ عبد الله محمد بن أحمد آل خليفة من العائلة الحاكمة في البحرين الشكر للحكومة الكويتية على اعتقال أبول، وأعلن عزمه رفع دعوى تشهير خاصة ضده.
بعد اعتقاله، صرّح أبول بأن أكثر التغريدات إثارة للجدل في حسابه قد نُشرت بواسطة قراصنة، وأنه بمجرد علمه بها قام بحذفها باستخدام هاتفه الآيفون. وقد زعم أنه تعرض للضرب والحرمان من النوم خلال اليومين الأولين من احتجازه، كما أشار محاميه إلى أنه مُنع من الاستعانة بمحامٍ خلال عدة جلسات. وبعد أسبوع من اعتقاله، صنفته منظمة العفو الدولية "سجين رأي" ودعت إلى الإفراج الفوري عنه. كما طالبت هيومن رايتس ووتش بإسقاط التهم الموجهة إليه، وصرّح أحد ممثليها بأن «الكويت انحدرت إلى مستوى جديد عبر اعتقال أشخاص لمجرد نشرهم انتقادات للحكومات على الإنترنت». وفي 19 سبتمبر، طالب النائب الكويتي فيصل الدويسان، رئيس لجنة حقوق الإنسان في مجلس الأمة الكويتي، بالإفراج عن أبول، معتبراً أن اعتقاله «وصمة عار في تاريخ الكويت الحقوقي».
في 27 سبتمبر 2011، أُفرج عن أبول من السجن المركزي في الكويت.

## ردود الفعل

### محلية
في 18 أكتوبر 2012، أُلقي القبض على النائب السابق بدر الدحوم، كما استُدعي النائب السابق خالد الطاحوس للتحقيق من قبل النيابة العامة. وفي وقت لاحق، تجمع نحو 500 شخص أمام قصر العدل مساء الخميس للاحتجاج على احتجاز النواب السابقين. وفي اليوم نفسه، أصدرت الأسرة الحاكمة في الكويت، آل صباح، بياناً نادراً دعت فيه إلى «الطاعة» للحكومة. وقد أُفرج عن النواب الثلاثة لاحقاً بكفالة في 23 أكتوبر. وذكرت وسائل إعلام محلية في 24 أكتوبر أن السلطات حظرت التجمعات التي تضم أكثر من 20 شخصاً.
في 29 أكتوبر، اعتقلت السلطات الكويتية النائب المعارض مسلم البراك بعد مؤتمر صحفي عقده في منزله دعا خلاله الحكومة إلى الالتزام بالدستور. وقال ناشطون إن اعتقاله قد يؤثر على الاحتجاجات المقبلة، حيث تعهّد المتظاهرون بتنظيم مسيرة جديدة في 4 نوفمبر. وأُفرج عنه لاحقاً بكفالة بعد الاستئناف، لكنه ظل قيد التحقيق. كما استُدعي نائب معارض آخر، النائب الإسلامي السابق فيصل المسلم، للتحقيق في 31 أكتوبر.
في 3 نوفمبر، نقلت صحيفة الأنباء عن مصدر أمني أن السلطات قد تستعين بالجيش لدعم قوات الأمن في منع مسيرة دعا إليها المعارضون في اليوم التالي، وذلك بعد أن تعهدت الحكومة باستخدام القوة إذا لزم الأمر.
وقد أثيرت مزاعم حول نشر قوات أردنية للمساعدة في قمع الاحتجاجات في الكويت، غير أن الحكومة الأردنية نفت ذلك، ووصفت هذه التقارير بأنها «مفبركة» و«لا تستحق التعليق».

## النتائج
1. 28 نوفمبر 2011: قدم رئيس مجلس الوزراء ناصر المحمد الصباح استقالته وقبلها أمير دولة الكويت صباح الأحمد الجابر الصباح.[31]

## الوصلات الخارجية
- رجال الأمن يداهمون منزل أحد المتظاهرين على يوتيوب